# David Casteu
David Casteu (Nizza, 9 aprile 1974) è un pilota motociclistico francese, specializzato nei rally raid, vanta un 2º posto alla Dakar (2007) e vari piazzamenti nella top ten.

## Biografia
Dal 2003 ha partecipato più di dieci edizioni del Rally Dakar. Nel 2008 si è aggiudicato il prestigioso Rally dei Faraoni.

## Palmarès

### Rally Dakar
| Anno | Classe | Scuderia                         | Vettura               | Pos. | TV |
| ---- | ------ | -------------------------------- | --------------------- | ---- | -- |
| 2003 | Moto   | Off Road Aventure                | Honda XR650           | 39º  | 0  |
| 2004 | Moto   | Off Road Aventure                | Cagiva Elefant        | 32º  | 0  |
| 2005 | Moto   | Anabas Sécurité Offroad          | KTM 660 Rally         | 13º  | 0  |
| 2006 | Moto   | Gauloises KTM France             | KTM 660 Rally         | 8º   | 1  |
| 2007 | Moto   | Gauloises KTM                    | KTM 690 Rally         | 2º   | 0  |
| 2009 | Moto   | Vectra Racing                    | KTM 690 Rally         | 4º   | 0  |
| 2010 | Moto   | Team Casteu Adventure            | Sherco 450 Rallye     | Rit  | 1  |
| 2011 | Moto   | Casteu Elf Sherco                | Sherco 450 Rallye     | 67º  | 0  |
| 2012 | Moto   | Team Yamaha Racing               | Yamaha YZF450 Rally   | 41º  | 0  |
| 2013 | Moto   | Team Casteu Yamaha Motors France | Yamaha YZF450 Rally   | Rit  | 1  |
| 2014 | Moto   | Team Casteu                      | KTM 450 Rally Replica | 10º  | 0  |
| 2015 | Moto   | Team Casteu Adventure            | KTM 450 Rally Replica | 7º   | 0  |
| 2016 | Moto   | Team Casteu Adventure            | KTM 450 Rally Replica | 18º  | 0  |
| 2025 | Moto   | Team Casteu Adventure            | Husqvarna FR450 Rally | 64º  | 0  |

### Altri risultati
- 2 vittorie di tappa al Rally dell'Europa Centrale nel 2008
- al Rally dei Faraoni nel 2008
- al Campionato mondiale cross country rally nel 2010 (vice campione nel 2005 e nel 2006)
- alla Dakar Series nel 2012 e 2013